# Maszlay István
Maszlay István (Budapest, 1953. július 20. –) Jászai Mari-díjas magyar színész.

## Életpályája
Szülei: Maszlay Lajos és Tolnay Julianna. 1971–1975 között a Színház- és Filmművészeti Főiskola hallgatója volt Békés András osztályában. A főiskola elvégzése után a Miskolci Nemzeti Színház színésze volt 1975–1977 között. 1977–1988 között a Vígszínházban játszott. 1988–1997 között a Győri Nemzeti Színház tagja volt. 1997-től szabadfoglalkozású színészként dolgozott. 2004–2005 között ismét Győrben szerepelt.

## Színházi szerepei
- Georges Feydeau: A hülyéje ...Igazgató
- Petrovics István / Idősebb csendőr.... Mihály atya / hírnök / gróf Esterházy
- Kszel Attila: Hanyistók.... Mihály atya
- Dér András: Mindenkinek mindene... Főispán
- Olt Tamás: Minden jegy elkelt.... Faludy
- Kszel Attila: Eleven Népmesék.... Apa, Lilay Lali
- Marc Norman - Tom Stoppard - Le Hall: Szerelmes Shakespeare....Hanslowe
- Kszel Attila - Sztűcs Péter Pál: Róma réme... Ardarik, gepida király
- Szabó Magda: Régimódi történet.... Jablonczay Kálmán
- Tanádi István: Szibériai csárdás.... Holotkov tábornok
- Antoine de Saint- Exupéry: A kis herceg.... A hiú, A váltóőr
- Kszel Attila: Mágusok és varázslók.... Dr. Bleifreipumper Valentin, pályaválasztási tanácsadó
- Anton Pavlovics Csehov: Sirály.... Dorn, orvos
- Kszel Attila: Koldus és királylány.... Tudor Henrik, médiacsászár
- Agatha Christie: A vád tanúja.... Wainwright bíró
- Kszel Attila: Szemben a nappal.... Angyalka bácsi, Győr divatdiktátora
- Shakespeare: Makrancos Kata.... Vincentio, gazdag pisai polgár, Lucentio apja
- Kszel Attila: Arany.... Mihály, a szalontai lelkész
- Schwajda György: Csoda.... Vizsgabiztos
- Woody Allen: Semmi pánik!.... Walter Hollander
- Ilf-Petrov: Tizenkét szék.... Fjodor atya
- Ken Ludwig: Primadonnák.... Doki
- Madách Imre: Endre, magyar királyfi....Artur
- Farquhar: A toborzótiszt....Pimasz kapitány
- Burkhard: Tűzijáték....Józsi
- Plautus: A hetvenkedő katona....Morzsarágó
- Brecht-Weill: Mahagonny....Willy
- Sullivan: A házasságszédelgő....Ügyvéd
- Csehov: Cseresznyéskert....Trofimov; Jepihodov
- Molière: A férjek iskolája....Valér
- Hárs László: "Életrajz"....
- Hellman: Régimódi játékok....Julian Berniers
- Csehov: Leánykérés....Lomov
- Ruzante: A csapodár madárka[4]....Tonin
- Visnyevszkij: Optimista tragédia....Rekedt
- Brecht: A kaukázusi krétakör....Szárnysegéd
- Csehov: Három nővér....Tuzenbach; Kuligin
- William Shakespeare: Sok hűhó semmiért....Claudio
- Maeterlinck: Monna Vanna....Guido Colonna
- Kesey: Kakukkfészek....Fredericks; Dale Harding
- Fejes Endre: Jó estét nyár, jó estét szerelem....Lüszterruhás férfi
- Lope de Vega: Valencia bolondjai....Valerio
- Gombrowicz: Operett....Igazgató
- Shakespeare: Minden jó, ha vége jó....Harmadik nemesúr
- Heller: A 22-es csapdája....Daneeka Doki
- Kleist: Homburg hercege....Reuss gróf
- Congreve: Szerelmet szerelemért....Kapdova
- Száraz György: Gyilkosok....Helfert
- Fekete Sándor: Lenkey tábornok....Írnok
- Gyurkovics Tibor: Isten bokrétája....Szívós Ferenc
- Arthur Miller: Közjáték Vichyben....Von Berg
- Csiky Gergely: Mukányi....Poprádi
- Presser Gábor: Képzelt riport egy amerikai popfesztiválról....Seriff
- Nicolaj: Ámokfutó....Abele
- Csurka István: Reciprok komédia....Történész
- Shaffer: Amadeus....Az egyik 'Venticello'
- Zuckmayer: A köpenicki kapitány....
- Csehov: Sirály....Medvegyenko Szemjon Szemjonovics
- Pirandello: Hat szerep keres egy szerzőt....A színtársulat tagja
- Szörényi Levente: István, a király....Sur
- Nemeskürty István: A betűk csendjében....Ferdinand Raimund; Szontagh Gusztáv; Vadnay Károly; Jósika Géza
- Bíró Lajos: Sárga liliom....A Nagyherceg
- Szakonyi Károly: Adáshiba....Dönci
- Dobozy Imre: A tizedes meg a többiek....SS Főhadnagy; Gálfy
- Makai-Pályi: Ördögök....Papnövendék
- Feuchtwanger: Marie-Antoniette....Hébert
- Tersánszky Józsi Jenő: Kakuk Marci....Kakuk Marci
- Madách Imre: Az ember tragédiája....Gábor főangyal; Első demagóg; Catullus; Saint-Just; Nyegle; Tudós
- Shakespeare: Lear király....Edmund; Gloster grófja
- Wasserman: Kakukkfészek....Dale Harding
- Sartre: A legyek....Pedagógus
- Büchner: Danton halála....Philippeau
- Bulgakov: Ádám és Éva....Jefroszimov
- Nusic: A miniszterné....Cseda
- Márai Sándor: A kassai polgárok....Albertus
- Németh László: Széchenyi....Goldmark doktor
- Miller: A salemi boszorkányok....Parris
- Jonson: Volpone, avagy a pénz komédiája....Volpone
- De Filippo: Nápolyi álmok....Alberto Saporito
- Terron: Csókolj meg, Alfréd!....Madapolan
- Görgey Gábor: Komámasszony, hol a stukker?....Kiss
- Thomas: Szegény Dániel....Férj
- Szabó Magda: Régimódi történet....Jablonczay Kálmán
- Nóti-Zágon: Hyppolit, a lakáj....Hyppolit
- Szirmai Albert: Mágnás Miska....Korláth gróf
- Tóth Gábor Ákos: Robbantsunk bankot!....
- Szigligeti Ede: Liliomfi....Szilvai professzor
- Eisemann Mihály: Én és a kisöcsém....Dr. Vas
- Mikszáth Kálmán: A Noszty fiú esete Tóth Marival....Kopereczky
- Dumas: London királya, vagy Kean, a színész....
- Örkény István: Tóték....Tót
- Örkény István: Tóték....Tomaji plébános
- Euripidész: Andromakhé....Meneláosz
- Molnár Ferenc: Játék a kastélyban....Almády
- Weingarten: A nyár....Félcseresznye
- Kosztolányi Dezső: Édes Anna....Vizy méltóságos úr
- Mihail Bulgakov: A Mester és Margarita....Berlioz
- Pozsgai Zsolt: Thénea....
- Horváth Péter: Amphitrüon 2000....
- Carlo Goldoni: Mirandolina....Albafiorita gróf
- Barta Lajos: Szerelem....Komoróczy Jenő
- Merimée-Offenbach-Sevigné-Wilder: A mennyei híd....Don Andres de Ribera
- Csiky Gergely: Mákvirágok....Timót Pál
- Wilde: Bunbury....Dr. Chasuble
- Csehov: Ványa bácsi....Asztrov
- Ibsen: Dr. Stockmann... (A nép ellensége)....Peter Stockmann
- Shaffer: Black Comedy (Játék a sötétben)....Malkett ezredes
- Bellon: A csütörtöki hölgyek....Victor
- Shaw: Szent Johanna....Warwick gróf
- Cooney: A miniszter félrelép....A szállodaigazgató
- Miller: Pillantás a hídról....Alfieri
- Galambos Zoltán: Második szereposztás....Klaniczay Mátyás vezető színész
- Henrik Ibsen: Nóra....Helmer
- Sárosi István: Rákfene....Miniszter
- Pozsgai Zsolt: Razzia avagy valaki megölte Lopez-Dialt....Rodolfó
- Arisztophanész: Lüszisztraté....Philurgosz
- Poiret: Őrült nők ketrece....Georges
- Szép Ernő: Lila ákác....Angelusz
- Kálmán Imre: Csárdáskirálynő....Kerekes Ferkó
- Kleist: Egy lócsiszár virágvasárnapja....Luther Márton
- Vörösmarty Mihály: Csongor és Tünde....Tudós; Kurrah
- Shakespeare: Hamlet....Első Színész

## Filmjei

### Játékfilmek
- Az örömhöz (1974)
- Hamis a baba (1991)
- 1 (2009)
- Toxikoma (2021)
- Magyar Passió (2021)

### Tévéfilmek
- Felelet (1975)
- Beszterce ostroma (1976)
- Fogságom naplója (1977)
- Saroküzlet (1978)
- Nagyvizit (1981)
- A névtelen vár (1982)
- Liszt Ferenc (1982)
- Békestratégia (1985)
- A zöld torony (1985)
- Linda (1989)
- Rizikó (1993)
- Öregberény (1994-1995)
- Szomszédok (1995)
- Kisváros (1996)
- A szavak is elhallgatnak egyszer (1996)
- TV a város szélén (1998)
- Komédiások (2000)
- Zsaruvér és Csigavér I.: A királyné nyakéke (2001)
- Presszó (2008)

## Díjai
- Szent István-díj (2002)
- Kisfaludy-díj (2003)
- Jászai Mari-díj (2004)
- Aase-díj (2012)
- Pro urbe Győr (2013)
- TAPS-díj (2016)
- Győr Művészetéért díj (2022)[5]